# Вулканізм на Венері

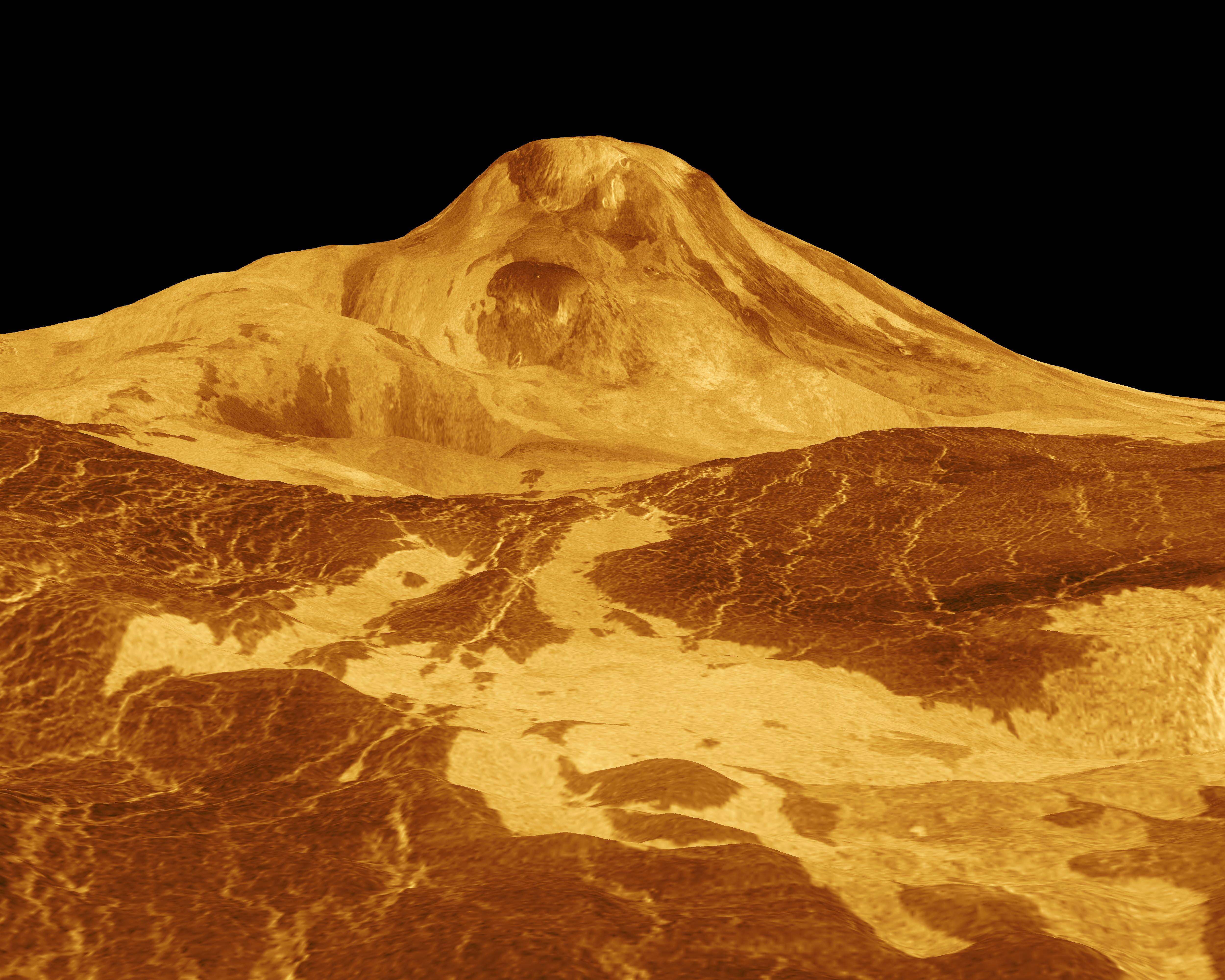
Найбільший венеріанський вулкан — гора Маат. Тривимірна модель, розтягнута по висоті в 22,5 рази. Насправді сам вулкан темно-сірий, а небо — зеленувато-жовте

Вулканізм на Венері — явище, що відіграло ключову роль у формуванні поверхні планети. Велика частина поверхні Венери складається з базальтових порід. Близько півмільярда років тому, в ході посилення вулканічної активності, поверхня Венери була оновлена — старі деталі поверхні було залито лавою.
На Венері дуже багато вулканів, але майже всі вони давно згаслі. Єдині непрямі ознаки відносно недавньої вулканічної активності було помічено у гори Маат, проте прямих підтверджень цього поки немає.
Кількість вулканів на Венері може сягати 105 — 106; більшість із них доволі дрібні. Вулканічних об'єктів розміром понад 20 км (включно з групами дрібних вулканів, лавовими потоками та руслами) нараховано понад 1700.

## Типові вулкани
Найтиповішими для Венери є щитові вулкани гавайського типу, а також незвичайні структури, такі як вінці і арахноїди.
Кора Венери не розділена на літосферні плити, тому вулкани на Венері формувалися за допомогою мантійних плюмів. Через це деякі вулкани досягли чималих розмірів. Багато з них має сотні кілометрів у діаметрі, але при цьому їх схили дуже пологі через низьку в'язкість лави, що витікала з них.

## Вулканічні структури, характерні лише для Венери
- Нови — характерні виключно для Венери структури, що є радіальними комплексами тріщин у корі, з яких раніше виливалася лава.
- Арахноїди є старими вулканічними куполами, що просіли, покритими кільцевими і радіальними тріщинами, що робить їх при погляді зверху схожими на павутиння.
- Вінці — куди складніші структури, що складаються з кільцевих хребтів і поглиблень.

## Поточна вулканічна активність
До недавнього часу, жодних прямих ознак вулканічної активності на Венері виявлено не було, проте є підстави припускати, що гора Маат вивергалася відносно нещодавно — про це свідчать свіжі потоки застиглої лави, відсутність ударних кратерів і «снігу» (типового для височин Венери покриву з радарно-яскравих речовин) на її вершині. Крім того, на можливу активність венеріанських вулканів може вказувати постійне поповнення атмосферного запасу двоокису сірки.
Досі напевно невідомо, яку товщину має кора Венери. Різні оцінки дають дані від 16 до 60 км. У останньому випадку, як вважалося, вулканізм на Венері перебуває у стадії, близькій до завершальної, у першому ж випадку катастрофічні події геологічного характеру можливі в майбутньому.
Проте, 15 березня 2023 року в науковому журналі Science вчені-планетологи зі США Роберт Р. Геррік (Robert R. Herrick) та Скот Хенслі (Scott Hensley) опублікували результати дослідження згідно якого вони вперше отримали прямі свідчення активного вулканізму на Венері. Порівнюючи архівні радарні дані місії «Магеллан», вони помітили вулканічні потоки від жерла вулкана площею 2,2 км². Ствердження про те, що Венера й досі "жива", ґрунтується на змінах у жерлі біля одного з найбільших вулканів планети під назвою Маат Монс. Вчені знайшли прямі докази нещодавньої вулканічної активності та вважають, що такі виверження відбуваються щонайменше кілька разів на рік, чим відіграють важливу роль у формуванні молодої поверхні планети. Тепер вчені намагаються знайти інші активні вулкани, адже наразі досліджено лише 1,5 % планети по відзнятих матеріалах. Ймовірно більше інформації можна буде отримати після того, як наступні космічні місії до Венери на початку наступного десятиріччя, а саме DAVINCI, VERITAS та EnVision, передадуть інформацію.

## Венера у порівнянні із Землею
Вулканізм на Венері менш різноманітний, ніж на Землі. Спостереження вказують, що він майже завжди проявляється в виверженні рідкої лави. Яскравих ознак вибухових, попелоутворюючих вивержень на Венері нема. Також мало випадків виверження в'язкої лави (хоча вулкани типу Farrum, ймовірно, вивергали саме її). Це може бути наслідком декількох ефектів. По-перше, через високий атмосферний тиск на Венері лаві треба значно більше газу, ніж на Землі, для вибухового характеру виверження. По-друге, основний газ, що породжує вибухи лави на Землі, — це пара води, якої на Венері дуже мало. Нарешті, багато вивержень в'язкої лави на Землі відбуваються поблизу зон субдукції. Таким чином, відсутність зон субдукції повинна понизити кількість таких вивержень на Венері.

## Різноманіття вулканів Венери

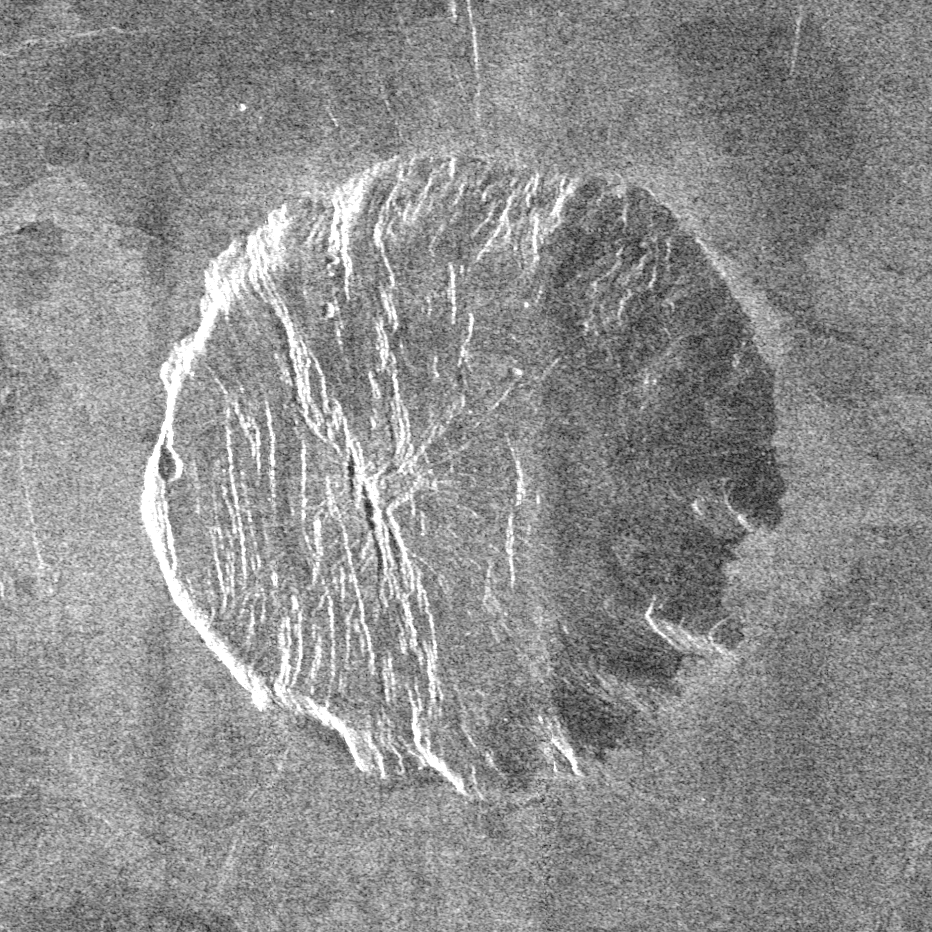
Nertus Tholus
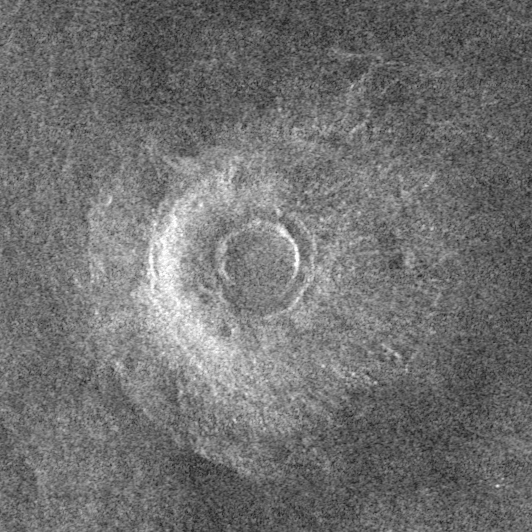
Justitia Tholus
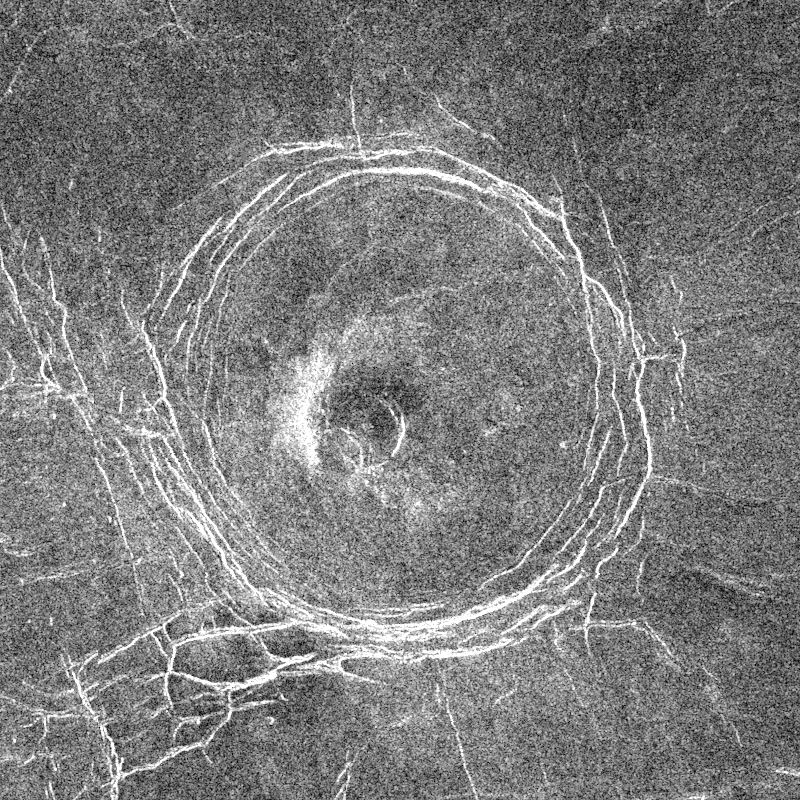
Toci Tholus
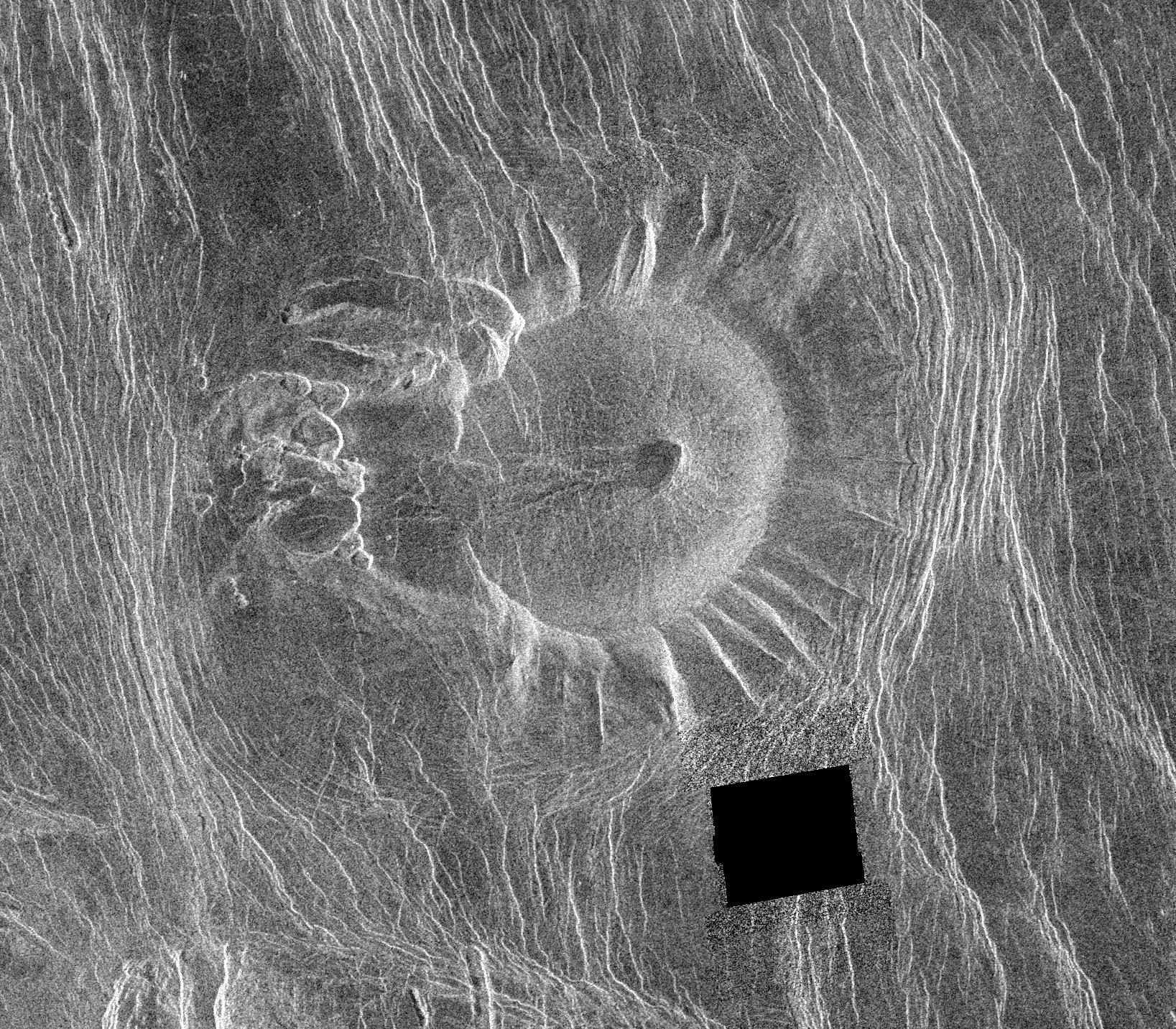
Безіменний
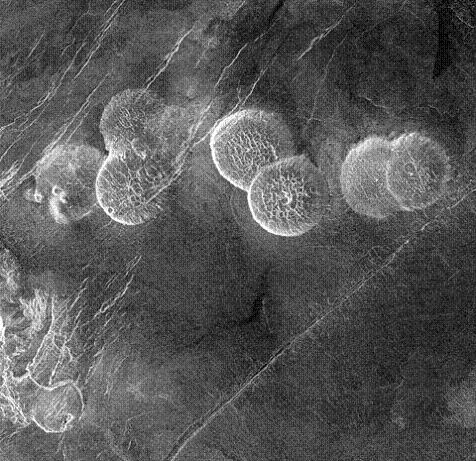
Група вулканів Seoritsu Farra
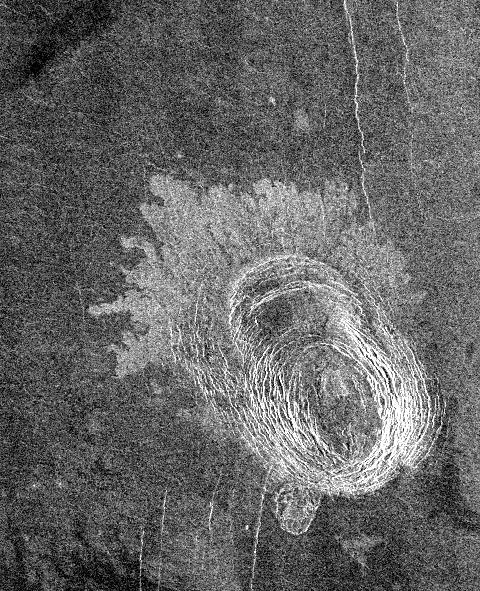
Sachs Patera